# Portalegre (kerület)
Portalegre kerület (portugálul Distrito de Portalegre) Portugália középső részén, Alentejo régióban található közigazgatási egység. Északról Castelo Branco kerület, keletről Extremadura (Spanyolország), délről Évora kerület, nyugatról pedig Santarém kerület határolja. Nevét székhelye, Portalegre után kapta. Területe 6065 km², ahol 127 018 fős népesség él.

## Községek
Portalegre kerületben 15 község (município) található, melyek a következők:

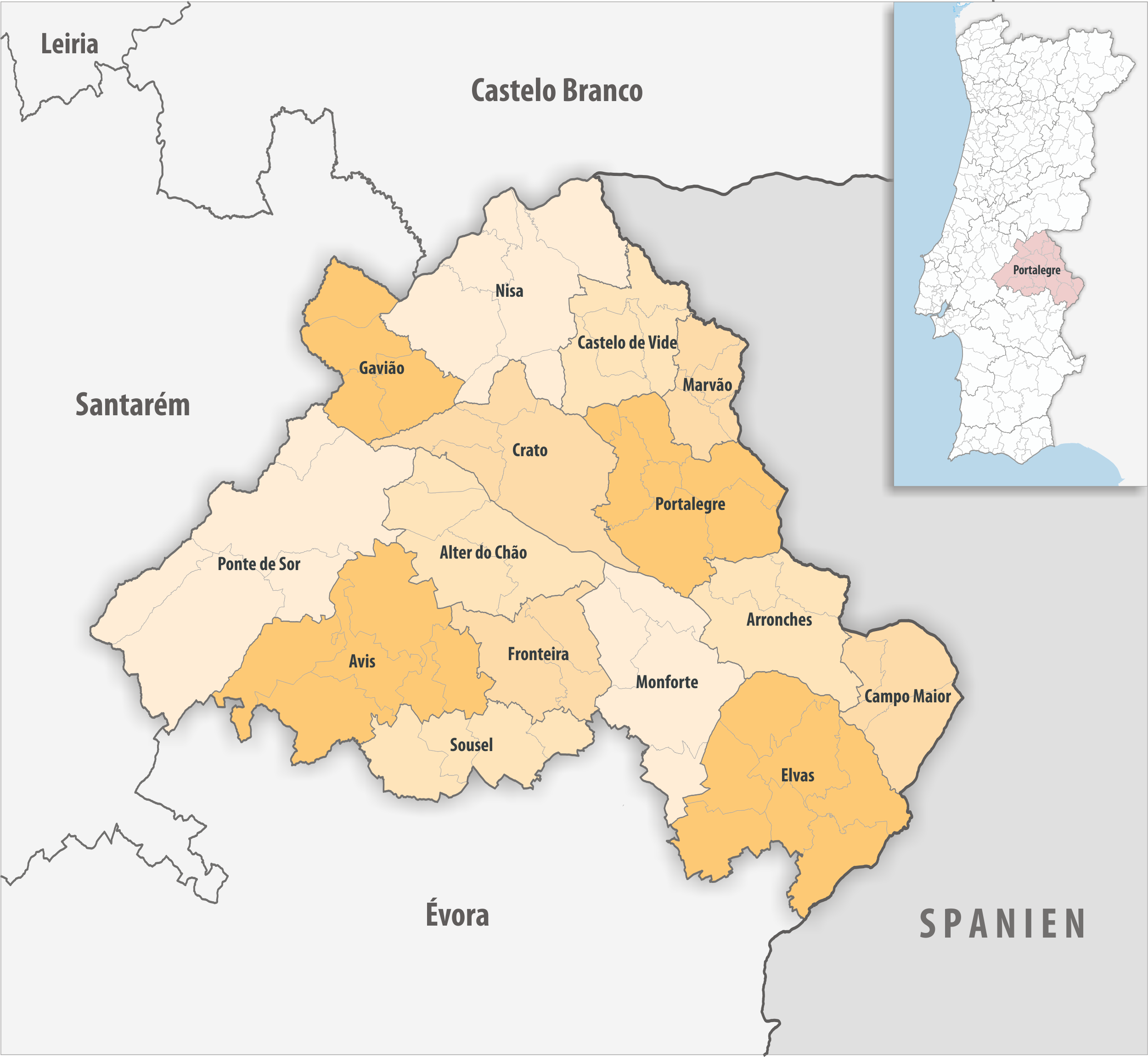
Portalegre kerület községei

- Alter do Chão
- Arronches
- Avis
- Campo Maior
- Castelo de Vide
- Crato
- Elvas
- Fronteira
- Gavião
- Marvão
- Monforte
- Nisa
- Ponte de Sôr
- Portalegre
- Sousel

## Fordítás
Ez a szócikk részben vagy egészben  a   Portalegre District című angol Wikipédia-szócikk ezen változatának fordításán alapul.  Az eredeti cikk szerkesztőit annak laptörténete sorolja fel. Ez a jelzés csupán a megfogalmazás eredetét és a szerzői jogokat jelzi, nem szolgál a cikkben szereplő információk forrásmegjelöléseként.